# Maximilian Karl, Prinț de Thurn și Taxis
Maximilian Karl, Prinț de Thurn și Taxis, (germană Maximilian Karl Fürst von Thurn und Taxis; 3 noiembrie 1802 – 10 noiembrie 1871) a fost al șaselea Prinț de Thurn și Taxis, șef al Casei de Thurn și Taxis de la 15 iulie 1827 până la moartea sa la 10 noiembrie 1871.

## Biografie
Maximilian Karl a fost al patrulea copil al lui Karl Alexander, Prinț de Thurn și Taxis și a soției acestuia, Ducesa Therese de Mecklenburg-Strelitz, sora reginei Louise a Prusiei. La vârsta de nouă ani, Maximilian Karl a devenit locotenent secund în regimentul 4 de cavalerie al regelui. După patru ani de educație la Bildungsinstitut Hofwyl, un institut elvețian, a intrat în armata bavareză la 25 august 1822. După decesul tatălui său în 1827, Maximilian Karl a devenit șef al Casei de Thurn și Taxis, fiind sfătuit și sprijinit de mama sa.

## Căsătorie și familie
La 24 august 1828, la  Regensburg, Maximilian Karl s-a căsătorit cu baroneasa Wilhelmine de Dörnberg, fiica baronului Ernst de Dörnberg. Maximilian Karl and Wilhelmine had five children: Cuplul a avut următorii copii:
- Prințul Karl Wilhelm de Thurn și Taxis (14 aprilie 1829 – 21 iulie 1829)[1][2]
- Prințesa Therese Mathilde de Thurn și Taxis (31 august 1830 – 10 septembrie 1883)[1][2]
- Maximilian Anton Lamoral, Prinț Ereditar de Thurn și Taxis (28 septembrie 1831 – 26 iunie 1867)[1][2]
- Prințul Egon de Thurn și Taxis (17 noiembrie 1832 – 8 februarie 1892)[1][2]
- Prințul Theodor de Thurn și Taxis (9 februarie 1834 – 1 martie 1876)[1][2]

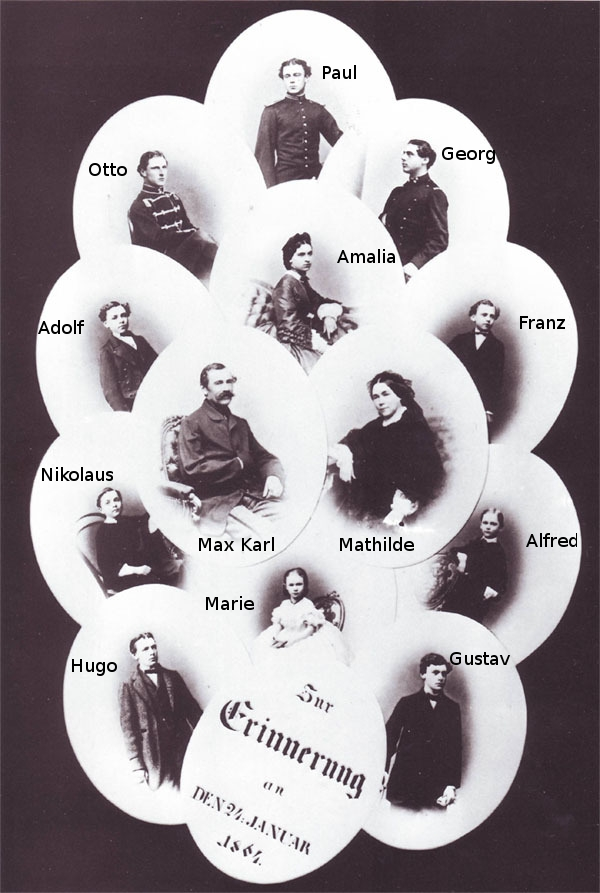
Maximilian Karl și Mathilde Sophie cu familia lor cu ocazia aniversării nunții de argint la 24 ianuarie 1864.

În al șaptelea an de căsătorie, Wilhelmine a murit la vârsta de 32 de ani. Maximilian Karl a jelit moartea ei și a construit un mausoleu petru ea. La 24 ianuarie 1839, Maximilian Karl s-a recăsătorit cu prințesa Mathilde Sophie de Oettingen-Oettingen și Oettingen-Spielberg, fiica lui Johannes Aloysius III, Prinț de Oettingen-Oettingen și Oettingen-Spielberg și a prințesei Amalie Auguste de Wrede. Maximilian Karl și Mathilde Sophie au avut doisprezece copii:
- Prințul Otto de Thurn și Taxis (28 mai 1840 – 6 iulie 1876)[1][2]
- Prințul Georg de Thurn și Taxis (11 iulie 1841 – 22 decembrie 1874)[1][2]
- Prințul Paul de Thurn și Taxis (27 mai 1843 – 10 martie 1879)[1][2]
- Prințesa Amalie de Thurn și Taxis (12 mai 1844 – 12 februarie 1867)[1][2]
- Prințul Hugo de Thurn și Taxis (24 noiembrie 1845 – 15 mai 1873)[1][2]
- Prințul Gustav de Thurn și Taxis (23 februarie 1848 – 9 iuie 1914)[1][2]
- Prințul Wilhelm de Thurn și Taxis (20 februarie 1849 – 11 decembrie 1849)[1][2]
- Prințul Adolf de Thurn și Taxis (26 mai 1850 – 3 ianuarie 1890)[1][2]
- Prințul Franz de Thurn și Taxis (2 martie 1852 – 4 mai 1897)[1][2]
- Prințul Nikolaus de Thurn și Taxis (2 august 1853 – 26 mai 1874)[1][2]
- Prințul Alfred de Thurn și Taxis (11 iunie 1856 – 9 februarie 1886)[1][2]
- Prințesa Marie Georgine de Thurn și Taxis (25 decembrie 1857 – 13 februarie 1909)[1][2]

În 1843, Maximilian Karl și familia sa s-au mutat în noul castel princiar construit în Donaustauf. Castelul a fost complet distrus în timpul unui incendiu la 4 martie 1880.